# Апситис, Херманис
Херманис Апситис (также Герман Апсит, латыш. Hermanis Apsītis, 19 ноября 1893 года, Наукшенская волость Лифляндской губернии — 19 января 1942 года, Астрахань, РСФСР) — латвийский юрист и общественный деятель. С 1934 по 1940 год министр юстиции Латвии, а также временно исполнял обязанности министра национального благосостояния.

## Биография
Херманис Апситис родился 19 ноября 1893 года в «Ечи» Наукшенской волости в крестьянской семье. Учился в волостной школе, а также три года в Руйиенской приходской школе. Он продолжил обучение в Рыбинском коммерческом училище в России, а через два года вернулся в Руйиену с золотой медалью и аттестатом. Учился на юридическом факультете Московского университета. В 1916 году поступил на военную службу и окончил Одесское юнкерское училище. Служил в штабе Куропаткина в Туркестане, позже в Галиции. Время немецкой оккупации в период Первой мировой войны провёл в Руйиене, где работал учителем.
В 1919 году вступил в латвийскую армию, участвовал в боях за освобождение Северной Латвии, был адъютантом 6-го Рижского полка. В 1920 поступил в управление военной службы, а также закончил военно-юридические курсы. В том же году он поступил на экономический факультет Латвийского университета, но на четвертом курсе перешёл на юридический факультет. До 1925 года был помощником военного прокурора, после чего был назначен членом прокуратуры Рижского окружного суда. Уволился с военной службы в чине капитана. В 1925 году окончил юридический факультет Латвийского университета.
В декабре 1925 года был назначен прокурором Рижского окружного суда. С октября 1933 года по май 1934 года был прокурором Судебной палаты. После произошедшего 15 мая 1934 года переворота, в правительстве Ульманиса Апситису была отведена роль министра юстиции. Апситис представил программу своего министерства в радиовыступлении 13 июля под названием «И в судах латыш должен быть властелином земли».
После смерти министра национального благосостояния Владислава Рубулиса в июне 1937 года Апситис стал исполняющим его обязанности. В январе 1938 года Апситиса на этой должности сменил Янис Волонтс. На должности министра юстиции он был до тех пор, пока правительство не ушло в отставку 19 июня 1940 года после ввода советских войск на территорию Латвии и последующего ультиматума от СССР. 19 октября 1940 года арестован и выслан в РСФСР.
14 октября 1941 года в соответствии с Уголовным кодексом РСФСР Астраханский областной суд осудил Германа Апситиса «за оказание помощи международной буржуазии и активной борьбе с рабочим классом и революционным движением», приговорив его к высшей мере наказания — расстрелу. Приговор был приведен в исполнение 19 января 1942 года.
В начале 1990-х года в Зеленом зале заседаний Кабинета министров была открыта мемориальная доска Герману Апситису.

## Вклад в законотворчество
За время работы Апсита на посту министра юстиции в Латвии было проведено несколько судебных реформ. Выпущен гражданский закон, реорганизовано судебное управление, издан новый закон о нотариате и Земельной книге, разделивший эти две инстанции,  усовершенствован  уголовный процесс, введен новый закон о судебной системе, издан закон о ликвидации прав верховного управляющего, упрощены дела о наследовании, введена надёжная система мест заключения, созданы работные дома, проведена реорганизация министерства Судебной палаты, судов и тюрем и построен Дворец правосудия.

## Кассационная жалоба
17 октября 1941 года Х. Апситис подал кассационную жалобу в Судебную палату Верховного Суда СССР, в которой указал на незаконность его осуждения:

Я никогда не признавался и не мог признать себя виновным за преступления, которые мне приписаны, как это указано в обвинительном заключении. Моя деятельность на различных должностях в Латвийской Республике не может быть квалифицирована как преступная, поскольку я занимал должности в независимом государстве, суверенитет которого был признан и неоднократно подтвержден Советским Союзом. Принцип самоопределения наций был провозглашен Советской властью и Коммунистической партией еще до образования СССР. Таким образом, по состоянию на 18 ноября 1918 года Латвия, как независимое государство, имела свои законы, и ни один работник этого государства не мог быть связан законами иностранного государства, в том числе РСФСР, и ему не нужно было их знать и руководствоваться ими[...]

## Награды
- Орден Трех Звезд (II класс),
- Крест Признания I степени № 8 (16 ноября 1938)[4],
- Эстонский Орден Орлиного креста (I класс),
- Шведский орден Полярной звезды (I класс).